# MuseScore
MuseScore är ett gratis notskrivningsprogram för Windows, macOS och Linux med avancerad funktionalitet och stöd för flera format, däribland industristandarderna MusicXML och MIDI. Programmet är fri programvara med öppen källkod och licenseras med GNU GPLv2. MuseScore har också appar för iOS, Android och Kindle Fire med stöd för nedladdning och uppspelning av noter. MuseScore.com, som ägs av Ultimate Guitar, är en notsamling där användare kan dela noter med andra. De har också betalversionen MuseScore Pro som ger ytterligare funktionalitet till hemsidan och apparna.

## Historia
MuseScore skapades ursprungligen som en avgrening från kodbasen av MIDI-sequencern MusE. Programmeraren och skaparen av MusE, Werner Schweer, bestämde sig år 2002 för att bryta ut notationsfuntionaliteten från projektet och göra ett fristående notskrivningsprogram av det. Uppdelningen skedde officiellt den 2 september 2002 med MuseScore 0.0.0. Den 16 januari 2008 registrerades internetdomänen musescore.org och i början av september samma år blev webbplatsen lanserad. Den 24 juli 2008 registrerades även donänen musescore.com, vilket kom att bli en företagsdel för programvaran med syfte som kommersiell notdelningsplattform för att dra intäkter till utvecklingen. Den 4 februari 2011 lanserades version 1.0 av MuseScore. Då hade programvaran redan över 1 miljon nedladdningar.
I slutet av 2013 flyttades projektet från SourceForge till GitHub och kontinuerlig nedladdningsstatistik har sedan dess inte varit offentligt tillgänglig, men i mars 2015 uppgav ett pressmeddelande att MuseScore hade laddats ner över åtta miljoner gånger. I december 2016 uppgav projektet att version 2.0.3 hade laddats ner 1,9 miljoner gånger under de nio månaderna sedan den släppts.
År 2018 förvärvades företagsdelen av MuseScore (MuseScore.com) av Ultimate Guitar, vilket gjorde det möjligt att ta in heltidsanställa till utvecklingsgruppen av projektet.

## Användning i utbildning
Många utbildningsinstitutioner använder MuseScore. Däribland har utbildningsnämnden för La Seigneurie des Mille-Îles, norr om Montréal i Kanada, gjort MuseScore tillgängligt på 10 000 datorer för skolor i regionen. I en överblick av användandet av MuseScore har hittills 57 olika lärosäten uppgett att programmet används i deras utbildningar.

## Utveckling

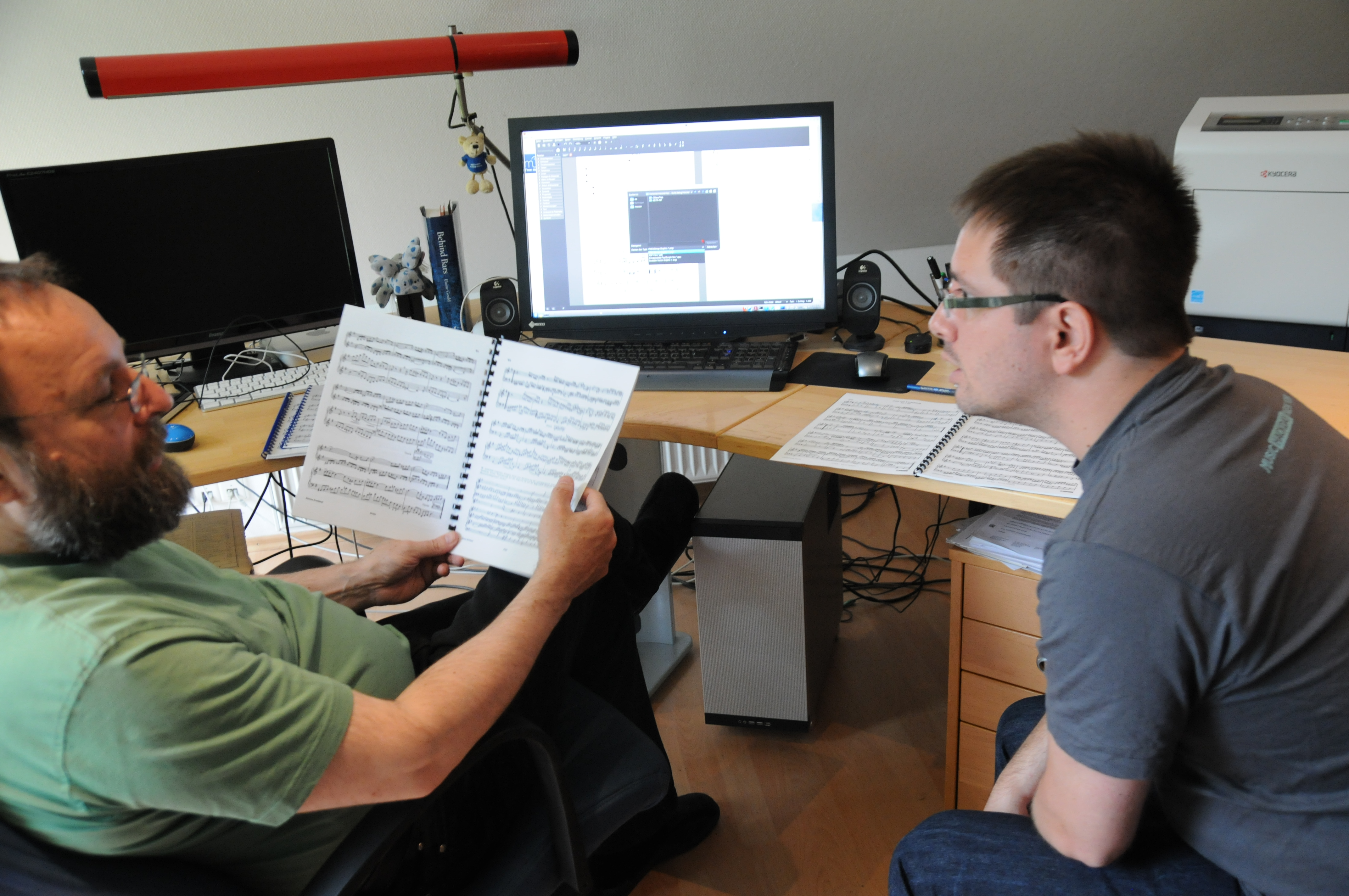
alt = Werner Schweer och Nicolas Froment diskuterar nya funktioner till MuseScore 2.0.

MuseScore bygger på fri och öppen källkod och skrivs huvudsakligen i C++ med ramverket Qt. Werner Schweer, Nicolas Froment och Thomas Bonte arbetar på heltid och är ledande utvecklare av projektet. Sedan november 2019 har MuseScore också designledning av Martin Keary. Utvecklingen drivs i stor del från frivilliga bidrag i MuseScores utvecklargrupp. Google Summer of Code har sponsrat studenter för att utveckla MuseScore åren 2013 och 2014 samt från 2016 till 2021. Utvecklingen av MuseScore sker sedan i slutet av 2013 på GitHub.  För att bidra med kod till MuseScore krävs det att ett licensavtal för bidragsgivare undertecknas online.

## Funktionalitet
Musescores huvudsyfte är att kunna producera högkvalitativa noter i enligt WYSIWYG-principen. Den stöder ett obegränsat antal notrader, sammanlänkade stämmor, stäm-extrahering, tablaturer, in- och utgång med MIDI, slagverksnotation, automatisk transponering, sångtexter med flera verser, diagram av gräppbrädor samt annan vanlig funktionalitet som ofta används i noter.
Programvaran har flera tillgängliga alternativ för stilisering av noter och användargränssnitt och stilmallar kan sparas och tillämpas på andra notblad. Det finns också fördefinierade mallar för flera typer av ensembler. Funktionaliteten kan utökas genom att använda de många fritt tillgängliga pluginen.
MuseScore kan spela upp partitur genom en inbyggd sequencer och SoundFonts samplingsbibliotek. Flera SoundFonts kan laddas in i Musescores synthesizer. Den innehåller en mixer som kan spela solo med, justera volymer på eller tysta enskilda delar. Mixern har också effekter som kör, efterklang med flera under uppspelning. Det finns också möjlighet för mjukvarusyntes och att ta utdata genom MIDI till externa enheter.

### Filformat som stöds
MuseScore kan hantera ett flertal format för import och export av noter samt export av notblad och ljudfiler. Många notformat som är specifika till andra program går också att läsa in.
| Typ                       | Filnamn                           | Import | Export | Beskrivning |
| ------------------------- | --------------------------------- | ------ | ------ | --- |
| Notformat                 | .mscz                             | Ja     | Ja     | MuseScores standardformat. Komprimerat och tar upp lite utrymme. |
| Notformat                 | .mscx                             | Ja     | Ja     | Okomprimerat MuseScore-format, främst använt för avlusning eller för att spara i ett versionshanteringssystem. |
| Notformat                 | .xml, .musicxml                   | Ja     | Ja     | MusicXML-format. Den universella standarden för noter. Rekommenderat format för delning mellan notskrivningsprogram. Export är endast .musicxml. |
| Notformat                 | .mxl                              | Ja     | Ja     | Komprimerat MusicXML-format. Nyare standard och därför inte lika brett stödd av äldre notskrivningsprogram. |
| Notformat                 | .mid, .midi, .kar                 | Ja     | Ja     | MIDI (Musical Instrument Digital Interface) är ett format med brett stöd av sequencers och andra notskrivningsprogram. Formatet lämpar sig bra för uppspelning, men mindre så för att återskapa formateringen av notblad. För att dela noter mellan notskrivningsprogram så används MusicXML istället. |
| Notformat                 | .md                               | Ja     | Nej    | MuseData-format. Tidigt format för delning av noter mellan programvaror, men har på senare tid ersatts av MusicXML. |
| Notformat                 | .abc                              | Ja     | Nej    | ABC-notation. Stöd finns tillgängligt genom pluginet ABC Import som kommer med MuseScore 3. |
| Format från andra program | .cap, .capx                       | Ja     | Nej    | Format från Capella (version 2000 (3.0) eller senare). |
| Format från andra program | .gtp, .gp3, .gp4, .gp5, .gpx, .gp | Ja     | Nej    | Format från Guitar Pro. |
| Format från andra program | .bww                              | Ja     | Nej    | Format från Bagpipe Music Writer. |
| Format från andra program | .ove                              | Ja     | Nej    | Format från Overture. (MuseScores stöd är ännu experimentellt.) |
| Format från andra program | .mgu, .sgu                        | Ja     | Nej    | Format från Band-in-a-Box (BB). (MuseScores stöd är ännu experimentellt.) |
| Format från andra program | .ptb                              | Ja     | Nej    | Format från Power Tab Editor. (MuseScores stöd är ännu experimentellt.) |
| Grafikformat              | .pdf                              | Ja*    | Ja     | PDF (Portable Document Format) är ett vanligt format som passar bra för att dela noter med andra som inte behöver redigera filen. |
| Grafikformat              | .png                              | Nej    | Ja     | PNG (Portable Network Graphics) är ett vanligt förekommande bildformat med brett stöd bland programvaror och på internet. Varje notblad blir en bild i exporten. |
| Grafikformat              | .svg                              | Nej    | Ja     | SVG (Scalable Vector Graphics) är ett format som kan förstoras utan att förlora upplösning. Stöd finns i de flesta webbläsare och vektorgrafikprogram. SVG är det format alla noter på MuseScore.com lagras som.                                                                                       |
| Ljudformat                | .wav                              | Nej    | Ja     | WAV (Waveform Audio Format) är ett okomprimerat ljudformat med stöd av de flesta operativsystemen. Det sparar ljudet i full kvalitet, men har vanligtvis en stor filstorlek och lämpar sig därför mindre bra för delning över internet.                                                                |
| Ljudformat                | .mp3                              | Nej    | Ja     | MP3 är ett ofta använt komprimerat ljudformat. Filerna passar bra att dela och hämta över internet eftersom de har en relativt liten storlek. |
| Ljudformat                | .flac                             | Nej    | Ja     | FLAC (Free Lossless Audio Codec) är ett komprimerat ljudformat. Filerna är omkring halva storleken av en okomprimerad ljudfil men med lika bra kvalitet. Windows och macOS saknar eget stöd, men programvaror som VLC media player kan spela upp formatet.                                             |
| Ljudformat                | .ogg                              | Nej    | Ja     | Ogg Vorbis är avsett att vara en patentfri ersättning till det populära MP3-formatet. Liksom MP3, så är Ogg Vorbis-filer relativt små. Windows och macOS saknar eget stöd, men programvaror som VLC media player kan spela upp formatet.                                                               |

* MuseScore innehåller en funktion för optisk musikigenkänning som kan konvertera PDF-filer till MuseScoreformatet .mscz. Funktionen är webb-baserad (på MuseScore.com) och använder Audiveris-projektet för inläsningen. För att använda funktionen behövs ett registrerat konto. 
MuseScores egna filformat, .mscz, är en zipfil av all nödvändig information om noterna med eventuella bilder och en tumnagel. Eftersom formatet är komprimerat så är det relativt litet. Formatet .mscx är en okomprimerad version av samma format, bestående av XML-data. Eftersom filen lagras i klartext kan den felsökas i textredigerare och versionhanteras. Formatet sparar all information om noterna, utom bilder. Båda formaten kan säkerhetskopieras. Då inleds filnamnet med en punkt (.) och efter filändelsen sätts ett kommatecken (,) alltså: .*.mscz, eller .*.mscx,, där asterisken (*) är filens namn.
För delning med andra notskrivningsprogram används den öppna standarden MusicXML. Både de okomprimerade formaten (.xml & musicxml) och komprimerade (.mxl) kan hanteras av MuseScore. Det går också att dela projekt i MIDI-formaten (.mid, .midi & .kar), men detta rekommenderas endast till då styrkorna i formatets egenskaper behövs, exempelvis vid delning till sequencers. MIDI lämpar sig illa för delning av noter eftersom formatet sparar information om hur musiken spelas, men inte om styckets notation.

## Plattformar

### För datorer
MuseScore finns tillgängligt som 32-bitars-version för Windows (7 och senare) och GNU/Linux. För 64-bitars arkitekturer finns stöd för Windows (7 och senare), macOS (10.10 och senare), GNU/Linux-versioner, BSD-versioner, Haiku med flera. För Linux finns programmet tillgängligt som AppImage, Snap, Flatpak samt direkt från flera versioners egna källor (en:repositories). Dessa inkluderar: Arch Linux, Debian, Fedora, Gentoo, Linux Mint, Mageia, openSUSE, PCLinuxOS och Ubuntu. Av BSD-versioner så finns för: OpenBSD, FreeBSD och DragonFly BSD.
För Windows finns även en portabel version av MuseScore. Det innebär att programmet kan köras på valfri plats, inklusive externa media som CD-skivor, SD-kort eller USB-minnen. 

### För mobila enheter
Sedan maj 2014 finns mobilappar för MuseScore tillgängliga för iOS, Android och sedan 9 december 2013 för Amazons Kindle Fire. Dessa appar kopplas till notdelningssidan på MuseScore.com. De kan ladda ner och spela upp noter, transponera, justera ljudet på olika stämmor och tempot samt exportera till PDF, men inte att skapa eller redigera noter. Apparna på iOS och Android är gratis att ladda ner, men tillåter betalning av premiumfunktioner med MuseScore Pro.

## Versioner

### Utvecklingsversioner

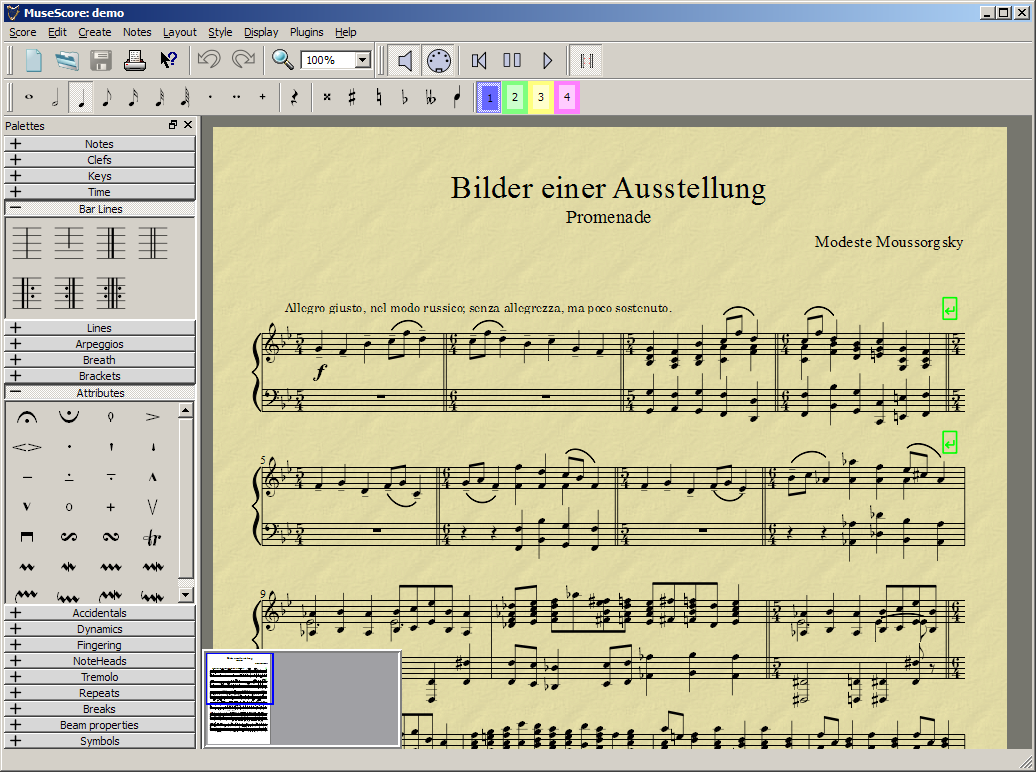
alt = Användargränssnitt av MuseScore 0.9.3 i Windows med paletten på sidan öppen.

MuseScore påbörjade sin utveckling 2002 med en kodbas grundad på noteringsfunktionaliteten i MusE. Under tiden fram tills då version 1.0 släpptes, så utökades och förbättrades funktionaliteten, gränssnittet och stödet för olika operativsystem. Projektet fanns till en början endast för Linux eftersom MusE var begränsat till att endast stödja det. Programmet genomgick också mycket avlusning för ökad stabilitet.
| Version | Datum             | Beskrivning |
| ------- | ----------------- | --- |
| 0.0     | 2 september 2002  | Koden avgrenas från MusE-projektet. |
| 0.1     | 13 april 2005     | Första delversionen. |
| 0.2     | 24 august 2005    | Förbättrat gränssnitt och tillagt nya element. |
| 0.4     | 11 februari 2007  | Anpassningsbara snabbkommandon, ljud-drivrutiner och nottypsnitt integrerade.                                                                            |
| 0.5     | 27 mars 2007      | Förbättrad export av MusicXML och import av Band-in-a-Box-filer. Transponering och stäm-extrahering tillagt.                                             |
| 0.6     | 25 juli 2007      | Bättre MIDI-import och import av MuseData, nya symboler samt förbättrat och mer anpassningsbart gränssnitt.                                              |
| 0.7     | 15 september 2007 | Första Windows-versionen. Förbättrade och nya notkomponenter.                                                                                            |
| 0.8     | 19 december 2007  | Förenklad och förbättrad notskrivning, mer komplett MusicXML-export, sequencer och synthesizer till Windowsversionen.                                    |
| 0.9     | 23 januari 2008   | Förbättrade paletter, fler notkomponenter samt stöd för .mxl.                                                                                            |
| 0.9.5   | 14 augusti 2009   | Första stabila versionen. Stöd för macOS. |
| 0.9.6   | 7 juni 2007       | Inbyggt stöd för uppspelning av alla instrument med MIDI, stöd för pauser, stöd för anpassade förtecken och möjlighet att spara online på MuseScore.com. |

### MuseScore 1

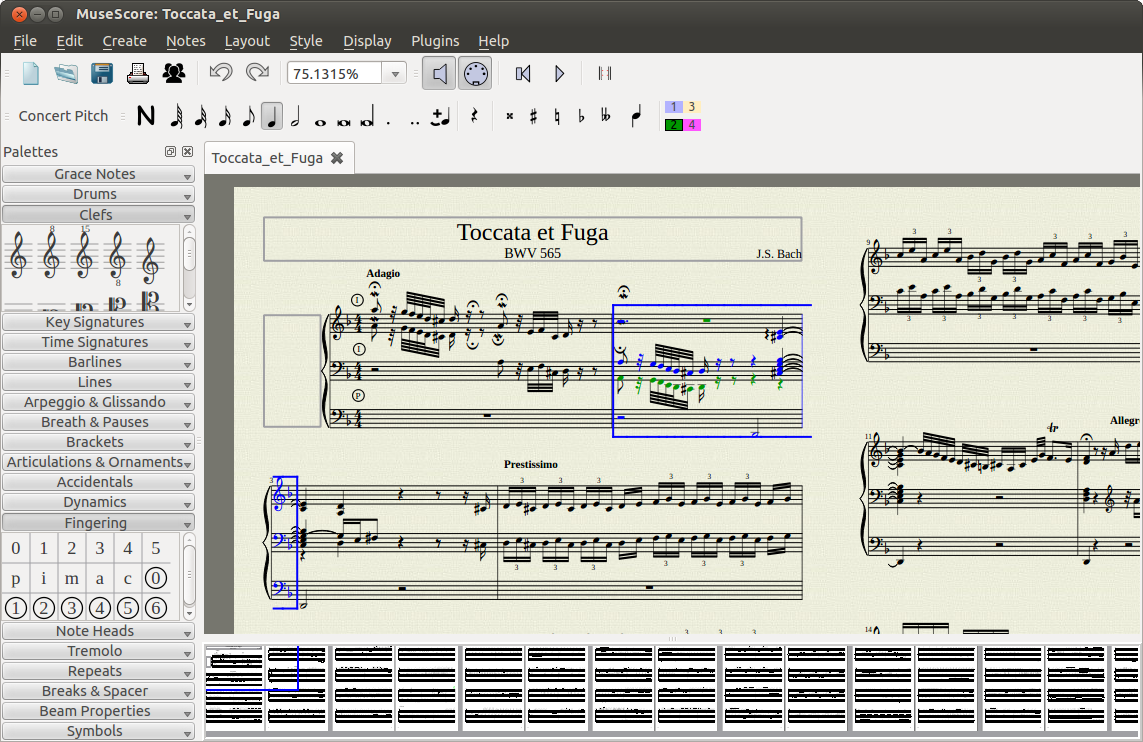
alt = Användargränssnitt av MuseScore 1.2 på Ubuntu med paletten på vänstersidan.

MuseScore 1 utvecklades mellan 2011 och 2013 och var första officiella utgåvan av programvaran. Under den perioden ökade programmet i stabilitet med många buggfixar och förbättringar i notdelning genom MuseScore Connect och förbättrad export av verk.
| Version | Datum            | Beskrivning |
| ------- | ---------------- | --- |
| 1.0     | 4 februari 2011  | Milstolpeutgåvan fokuserade på att leverera ett stabilt paket snarare än att lägga till nya funktioner i förhandsversionerna. Den utökade också översättningar till andra språk.                                                              |
| 1.1     | 27 juli 2011     | Buggfixar och förbättrat stöd för jazzark. Tillägg av MuseScore Connect: en funktion för att hämta material (exempelvis nyheter eller noter) från MuseScores webbsidor (.org & .com) och visa det i programmet.                               |
| 1.2     | 14 mars 2012     | Med fokus på stabilitet hade versionen över 100 buggfixar samt förbättrat import- och exportstöd för MusicXML och förbättrat stöd för specialtecken. Det introducerade också Marc Sabatellas originalkomposition Reunion som nytt demostycke. |
| 1.3     | 28 februari 2013 | Versionen var en liten uppdatering som innehöll buggfixar och en del gränssnittsförbättringar. |

### MuseScore 2

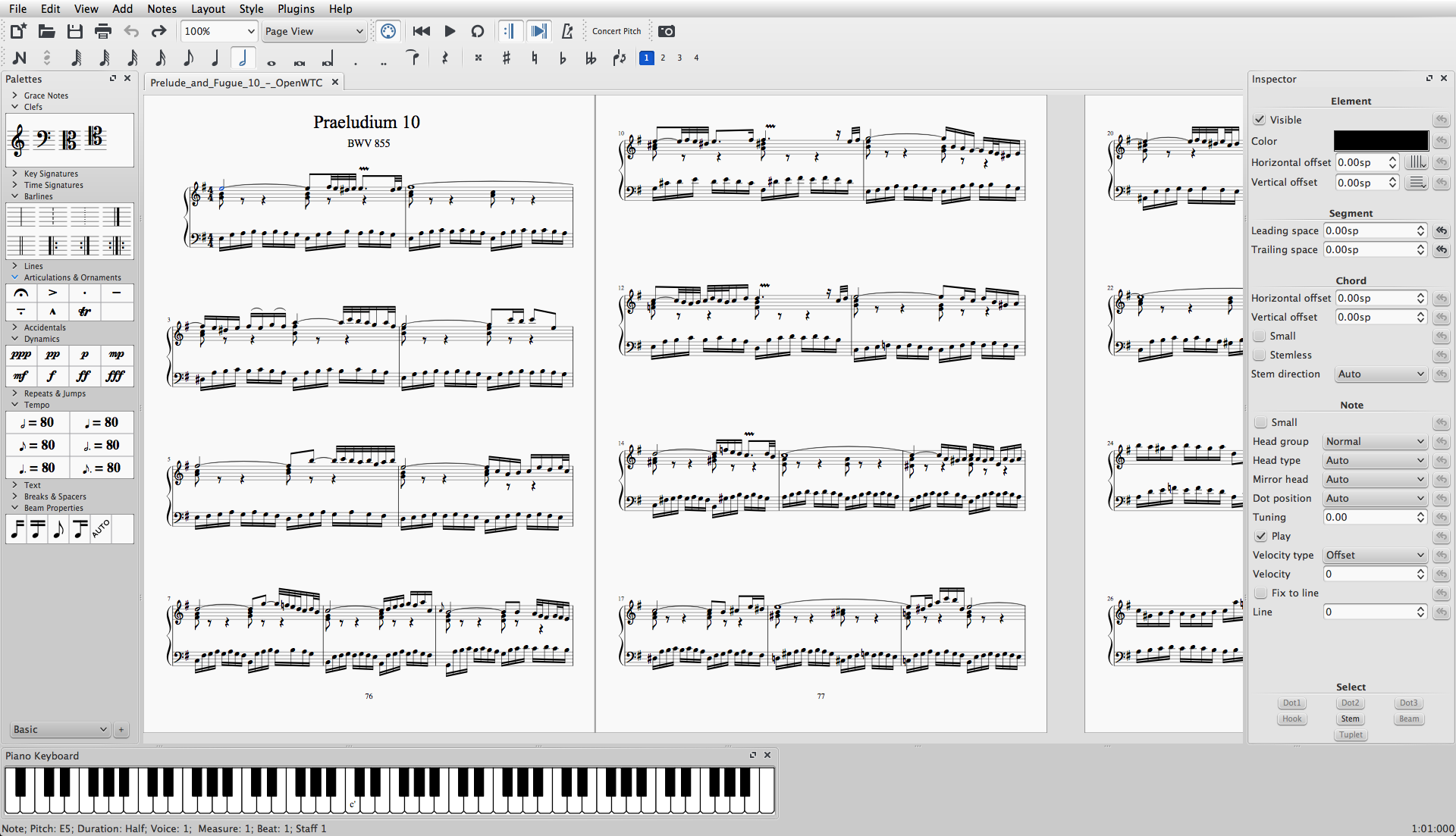
alt = Användargränssnitt av MuseScore 2.0 på macOS med paletten och klaviaturet framme.

Version 2 av MuseScore kom ut i mars 2015 med pågående utveckling till juni 2018. Programmet utökades med många nya användarorienterade förbättringar och funktionsanpassningar. Det kom också ny funktionalitet och verktyg. Den 10 juni kom användarmanualen "Mastering MuseScore" av Marc Sabatella.
| Version | Datum        | Beskrivning |
| ------- | ------------ | --- |
| 2.0     | 23 mars 2015 | Version 2.0 kom med förbättringar till användargränssnittet och funktionsanpassning, import- och exportförbättringar samt ett stort antal nya funktioner. Bland dessa var fullt stöd för tabulaturer och gitarrackorddiagram, länkade stycken och MusicXML 3.0-stöd. |
| 2.0.1   | 5 maj 2015   | Över 100 bugfixar och nya musikstilmallar. |
| 2.0.2   | 16 juli 2015 | Över 100 ytterligare buggfixar, tillagd uppspelning av trillor och andra ornament, sökfunktion i paletten med mera. Den professionella guiden "Mastering MuseScore" publicerades i samband med släppet av versionen.                                                 |
| 2.0.3   | 6 april 2016 | Fler buggfixar, stöd för fler instrument, möjligheten att ordna om länkade delar, verktyg för att kopiera all text till urklipp, AppImage för alla Linux-distributioner samt gränssnittsförbättringar.                                                               |
| 2.1     | 2 maj 2017   | Funktion för att spela in och transkribera från MIDI-ingång i realtid, verktyg för att skriva om rytmer för tydligare notering samt buggfixar och förbättringar i gränssnittet.                                                                                      |
| 2.2     | 27 mars 2018 | 200+ buggfixar av alla typer. Ny "soundfont". |
| 2.3     | 29 juni 2018 | Liksom den innan, tungt fokuserad på buggfixar. |

### MuseScore 3

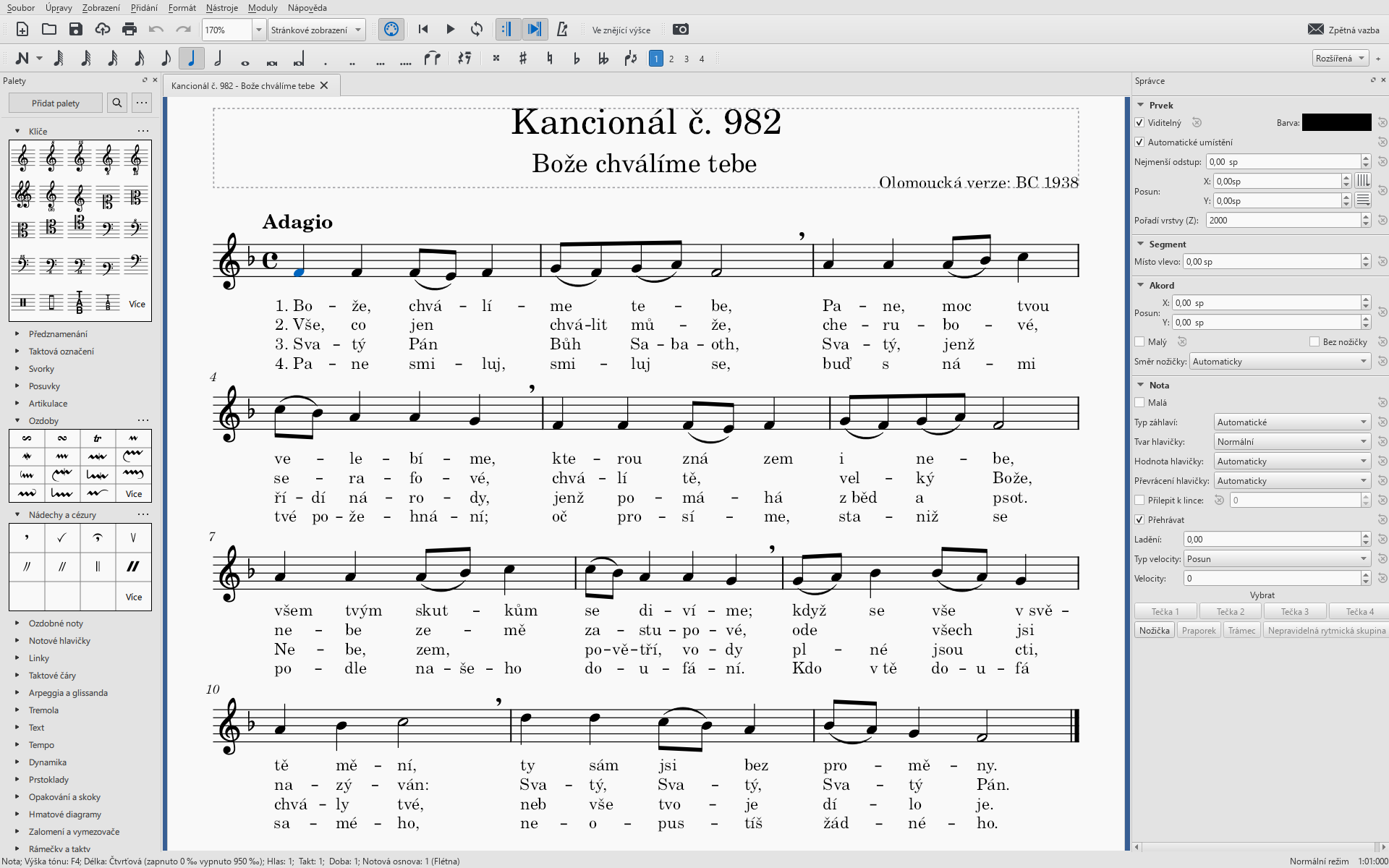
alt = Användargränssnitt av MuseScore 3.6 i helskärmsläge med palettpanelen och inspektorn framme.

Version 3 av MuseScore utvecklades mellan december 2018 och februari 2021. Programmet fick stor utökning av funktionalitet såväl som en ökad tillgänglighet till tidigare funktioner genom förbättrat användargränssnitt. Versionen såg också utökandet av översättningar till olika språk och bättre funktionsanpassningar.
| Version | Datum            | Beskrivning |
| ------- | ---------------- | --- |
| 3.0     | 24 december 2018 | Nya funktioner, däribland en automatisk justering av element i partitur för att undvika kollisioner, ett jazznotationstypsnitt, stöd för mer avancerade noteringar, fler stilkontroller, introduktionsguide för att hjälpa nya användare, reduktion av tidslinjen för snabbare navigering, omdesignad mixer, ny automatisk uppdateringarkontroller och mörkerläge. |
| 3.1     | 28 maj 2019      | Nya funktioner, såsom uppspelning av crescendos och diminuendos på enskilda toner, fler anpassningsalternativ för greppbrädediagram samt förbättrar användargränssnitt. |
| 3.2     | 25 juni 2019     | Förbättringar i utseendet på programmet och buggfixar. |
| 3.3     | 31 oktober 2019  | Ny formgivning av paletter, fler funktionsanpassningar, förbättringar till plugin-API:et. |
| 3.4     | 24 januari 2020  | Tillagd möjlighet att samla in användardata samt förbättringar i användarupplevelsen såsom flera inställningar i "Inspektor"-panelen. |
| 3.5     | 6 augusti 2020   | Stöd för skärmuppläsningsverktyget Orca (Linux), utökade plugin-funktionaliteter, uppspelning av hela ackord, förbättringar till arbetsflöden och gränssnitt och buggfixar. MuseScore 3 som portabel version. |
| 3.6     | 15 januari 2021  | Nya noterings- och texttypsnitt (Leland & Edwin), gravyr- och gränssnittsförbättringar. Anpassningar till SMuFL 1.3 (Standard Music Font Layout) och ett stort antal buggfixar. |

### MuseScore 4 (under utveckling)
Utvecklingen av version 4 av MuseScore är pågående. Till den nya versionen planeras en stor omskrivning av gammal kod för att göra projektet mer lättarbetat för framtiden. Detta inkluderar bland annat en bredare användning av QML för element i användargränssnittet, ny mixer, ny sequencer och nya övriga paneler och element. Programmet ska också kunna möta behoven av andra kompositionsstilar genom experimentering, delning av och samarbete på noter, samt stöd för Virtual Studio Technology (VST) som NotePerformer. Därefter ligger fokus på att förbättra användarvänligheten samt kvaliteten av noter som kan produceras i programmet. En del av de förbättringar som planerades för MuseScore 4 släpptes som version 3.6 för att tidigare få ut dem till användare.

## Fria musiksamlingar

### Open Goldberg variations
2011 lanserade MuseScore en Kickstarter-kampanj för att skapa högkvalitativa och fritt tillgängliga digitala partitur och inspelningar av Goldbergvariationerna av J. S. Bach. Processen hade inverkan på utvecklingen av MuseScore 2 genom notationsförbättringar som tillät skapandet av noter med högkvalitativ gravyr (en:music engraving). Med insamlingsmålet uppnått samarbetade MuseScore-utvecklarna med pianisten Kimiko Ishizaka och frivilliga granskare, för att skapa välgraverade noter och spela in ett musikalbum, med båda släppta med en public domain-licens (allmän egendom). Detta innebär att de kan laddas ner och delas fritt. I slutet av den offentliga granskningsprocessen släpptes 2012 de färdigställda noterna gratis på MuseScore.com samt trycktes och bands av GRIN i Tyskland. Ishizakas inspelning släpptes gratis på Bandcamp.

### Open Well-Tempered Clavier
2013 finansierade ytterligare en Kickstarter skapandet av en ny upplaga av J. S. Bachs Das wohltemperierte Klavier.
Noterna, liksom Goldbergvariationerna, genomgick offentlig granskning på MuseScore.com och spelades in av Kimiko Ishizaka, där både noterna och musiken släpptes med en Public domain-licens 2015.

### Punktskriftutgåvor
I Kickstarter-kampanjen för Das wohltemperierte Klavier sattes utökade mål för finansiering till att skapa punktskriftsversioner av noterna. Detta gjordes efter att en blind musiker som stödde projektet berättade om sina svårigheter med att hitta noter för synskadade. Även om det högsta målet, att automatiskt konvertera alla noter i MuseScore.com till punktskrift, inte lyckades finansieras, så nåddes målen att ordna punktskriftsnoter av både Goldbergvariationerna och Das wohltemperierte Klavier. De digitala filerna för punktskriftsläsare och utskrift gjordes därefter tillgängliga för gratis nedladdning. För att tillgängliggöra övriga noter till punktskrift så förbättras MuseScores export till MusicXML så att filerna lättare ska kunna konverteras till högkvalitativa punktskriftsnoter genom extern programvara såsom music21. 

### OpenScore
2017 lanserade MuseScore och International Music Score Library Project (IMSLP) en Kickstarter för OpenScore: ett initiativ för att skapa MuseScore- och MusicXML-versioner av musik av allmän egendom från IMSLP:s bibliotek. Sedan december 2020 har flera partitur transkriberats, däribland Jupitersymphonin av Mozart, Iphigénie en Aulide av Gluck, Ouverture solennelle ”1812” av Tjajkovskij, Planeterna av Holst samt över 1100 stycken i OpenScore Lieder Corpus.
Det finns tre pågående OpenScore-projekt:
- OpenScore: Huvudprojektet med mål att transkribera större stycken samt att utveckla automatiserade verktyg för att underlätta processen.[79]
- OpenScore Lieder Corpus: Främst franska och tyska sånger från 1800-talet där melodier med text utökas med tillhörande pianodelar.[80]
- OpenScore Braille: Del av OpenScore-projektet med mål att erbjuda alla transkriberade noter som punktskrift eller MSN (modified stave notation). Konverteringarna görs med programmet music21, som har öppen källkod.[81]

## MuseScore Pro
Till användarkonton på MuseScore.com finns möjligheten att betala en månads- eller årsavgift för MuseScore Pro. Detta ger tillgång till extra funktionalitet i hemsidans notsamlingar och appar, såsom fler avancerade alternativ för delning till personer och online, reklamfritt för andra på ens sida med noter, visningsstatistik av egna noter, nedladdning av upphovsrättsskyddade noter samt fler nedladdnings- och återspelningsalternativ. MuseScore Pro kan provas på gratis i 30 dagar, vilket därefter övergår till en års- eller månadsprenumeration efter periodens slut.

## Upphovsrättsproblem
MuseScore gör det möjligt att spara noter online på MuseScore.com. Detta tillåter att publicera noterna offentligt för delning med andra. Ursprungligen tillät tjänsten endast användare med MuseScore Pro-konton att offentligt publicera ett obegränsat antal noter. Gratiskonton begränsades till att få göra endast fem av sina uppladdade noter synliga för andra. I juni 2019 gjorde Disney flera upphovsrättsyrkanden mot noter med deras musik. Under samma tid gjorde också musikutgivarbolaget Hal Leonard yrkanden mot originalmusik och arrangemang av musik av allmän egendom, baserat på sångtitlar. I juli 2019, efter klagomål från upphovsrättsinnehavare, så ändrade MuseScore.com sin policy så att endast betalade MuseScore Pro-konton fick ladda ner upphovsrättsskyddat material. Eftersom MuseScore.com då inte hade verktyg för att särskilja skyddat material från sådant som tillhörde allmän egendom, så innefattades allt material på sidan i begränsningen, oavsett upphovsrättligt tillstånd. I augusti och september 2019 tillades möjligheten att markera noters upphovsrättliga status, såsom public domain eller original. De noter som markerades som ej under någon upphovsrätt gjordes tillgängliga för fri nedladdning av gratiskonton.
Den 19 februari 2020 annonserade MuseScore att uppladdningsgränsen på fem noter för gratiskonton togs bort. Det innebar också att noter, som tidigare laddats upp men inte visats, offentliggjordes. MuseScore skapade också ett verktyg för att knyta samman flera konton till en plats, så att de som tidigare skapat flera konton för att komma undan begränsningarna skulle kunna samla sina verk.